# Americana (Messe)
Die Americana ist eine internationale Messe für Freizeit- und Westernreiten auf dem Messegelände Friedrichshafen. Sie findet alle zwei Jahre statt und bietet den Besuchern neben den Ausstellungsständen und dem Turnier, vier Abendveranstaltungen und zahlreiche Vorführungen. Im Jahr 2019 wurden 52.700 Besucher und rund 300 Aussteller gezählt. 2021 fand die Messe als eine der ersten Veranstaltungen nach der COVID-19-Pandemie statt und konnte 38.800 Besucher verzeichnen. Im Jahre 2023 wird die Americana von Augsburg nach Friedrichshafen verlegt. Veranstalter ist die Americana GmbH zusammen mit der Messe Friedrichshafen.

## Geschichte
Die Anfänge der Americana reichen bis in das Jahr 1979 zurück. Der Züchter Horst Geier initiierte in diesem Jahr eine Europameisterschaft (EM) im Westernreiten in Soers. An der Veranstaltung nahmen knapp 200 Pferde und 4.000 Zuschauer teil.
1985 fand eine AQHA-Show auf dem Olympia-Reitgelände statt und verzeichnete mit 8.000 Besuchern ungewöhnlich hohe Zuschauerzahlen. Um ein größeres Publikum mit der EM zu erreichen und die steigenden Kosten zu tragen, entschied man sich dafür, die EM ebenfalls im besser angebundenen München-Riem auszutragen und sie durch eine Messe zu ergänzen. Die erste Americana im Jahr 1986 besuchten 26.000 Zuschauer.